# Шиманьчак, Агнешка
Агнешка Шиманьчак (пол. Agnieszka Szymanczak, род. 11 ноября 1984 года, Вильковице, Силезское воеводство) — польская лыжница, участница Олимпийских игр в Сочи, призёрка Универсиады, семикратная чемпионка Польши. Более успешно выступает в спринтерских гонках.
В Кубке мира Шиманьчак дебютировала 20 ноября 2010 года, в декабре того же года первый, и пока единственный раз попала в десятку лучших на этапе Кубка мира, в эстафете. Кроме этого на сегодняшний момент имеет 6 попаданий в тридцатку лучших на этапах Кубка мира, 3 в личных и 3 в командных соревнованиях. Лучшим достижением Шиманьчак в общем итоговом зачёте Кубка мира является 103-е место в сезоне 2011-12.
На Олимпийских играх 2014 года в Сочи, стартовала в двух гонках: скиатлон - 45-е место и спринт - 41-е место.
За свою карьеру принимала участие в двух чемпионате мира, лучший результат 8-е место в эстафете на чемпионате мира 2011 года, а в личных гонках 27-е место в скиатлоне на чемпионате мира 2013 года.
Использует лыжи  и ботинки производства фирмы Salomon.